# Potamogeton saxonicus
Potamogeton saxonicus är en nateväxtart som beskrevs av Hagstr. Potamogeton saxonicus ingår i släktet natar, och familjen nateväxter. Inga underarter finns listade.